# Michael Hoeye
 (août 2019).
Si vous disposez d'ouvrages ou d'articles de référence ou si vous connaissez des sites web de qualité traitant du thème abordé ici, merci de compléter l'article en donnant les références utiles à sa vérifiabilité et en les liant à la section « Notes et références ».
Michael Hoeye (né en 1947 à Los Angeles en Californie) est un écrivain américain auteur de romans pour la jeunesse.

## Biographie
Après avoir été photographe puis enseignant à New York pendant quinze ans, Michael Hoeye a commencé à publier à compte d’auteur les aventures d’Hermux Tantamoq. Le livre est vite devenu un succès et a été traduit en une vingtaine de langues. Depuis, Michael Hoeye a quitté la frénésie new-yorkaise pour s’installer avec sa femme dans un cottage de l’Oregon au milieu des chênes et des écureuils.